# Pont Vell de Sant Joan de les Abadesses
El Pont Vell de Sant Joan de les Abadesses és un pont de Sant Joan de les Abadesses (Ripollès) inclòs a l'Inventari del Patrimoni Arquitectònic de Catalunya.

## Descripció
El Pont Vell ha patit diverses transformacions des de la seva construcció. Després d'unes reparacions urgents, es van tapar dos arcs de descàrrega semicirculars, tot i que durant la Guerra Civil el pont es va destruir. Als anys 70 es va inaugurar el nou pont, i actualment la construcció compta amb una gran arcada central apuntada, de trenta-tres metres de llum, amb dos arcs de descàrrega (un apuntat i l'altre semicircular). Hi ha dues obertures més de petites dimensions i d'arc de mig punt.

## Història
El pont va ser construït entre 1128 i 1138 per encàrrec de l'abat Berenguer Arnau gràcies a l'ajut econòmic i personal de la noblesa i pagesia de la vall. Durant el segle xiv s'hi van fer diverses obres de reparació, i el terratrèmol de l'any 1428 segurament va afectar la seva estructura. El 8 de febrer del 1939 va ser dinamitat, i el 4 de juliol del 1976 es va inaugurar el Pont Vell reconstruït, obra dels arquitectes Francisco Pons-Sorolla i Rafael Melida Poch.